# Deacon Manu
Deacon Manu (ur. 18 lutego 1979 r. w New Plymouth w Nowej Zelandii) – nowozelandzki rugbysta fidżyjskiego pochodzenia reprezentujący Fidżi występujący na pozycji filara.

## Kariera klubowa
Manu urodził się w New Plymouth w prowincji Taranaki, a rozpoczynał swoją karierę w Waikato, a więc prowincji położonej bezpośrednio na północ od Taranaki. Dla drużyny Waikato Rugby Union zadebiutował w 1999 roku w meczu przeciwko reprezentacji Japonii. Później wystąpił jeszcze w 65 spotkaniach Waikato. 
W 2001 roku został wybrany do grającej lidze Super 12 ekipy Waikato Chiefs. W barwach tej drużyny Manu zadebiutował w meczu otwierającym sezon 2001, który Wodzowie przegrali 42:23 z Waratahs.
Manu grał dla Chiefs przez pięć kolejnych lat zanim podpisał kontrakt z Llanelli Scarlets latem 2006 roku. W meczu o punkty zawodnik z Antypodów zadebiutował 8 września 2006 roku w 29 minucie zmieniając Johna Daviesa w trakcie wygranego 31:17 spotkania z Glasgow Warriors.

## Kariera narodowa
Manu reprezentował Nową Zelandię na poziomie uniwersyteckim i juniorskim (U-21). Wystąpił także w dwóch meczach New Zealand Māori: w pierwszym w którym mierzyli się z Fidżi oraz w drugim z Brytyjskimi Lwami podczas ich tournée po Nowej Zelandii w 2005 roku.
Przed Pucharem Świata w 2007 roku Manu ogłosił, że jest do dyspozycji selekcjonera reprezentacji Fidżi. Pomimo iż całą swoją karierę spędził w Nowej Zelandii, ze względu na pochodzenie matki mógł reprezentować Fidżi.
Manu zadebiutował dla Fidżi w 2009 roku w meczu przeciw Szkocji. W meczu przeciw Australii (w czerwcu 2010 roku) został już wybrany kapitanem drużyny narodowej. Kapitanem był też podczas Pucharu Świata w 2011 roku, na który pojechał z drużyną Palms.